# Kafr as-Sawalimijja
Kafr as-Sawalimijja (arab. كفر السوالمية) – miejscowość w Egipcie, w muhafazie Al-Minufijja. W 2006 roku liczyła 5532 mieszkańców.